# Henri Romagnesi

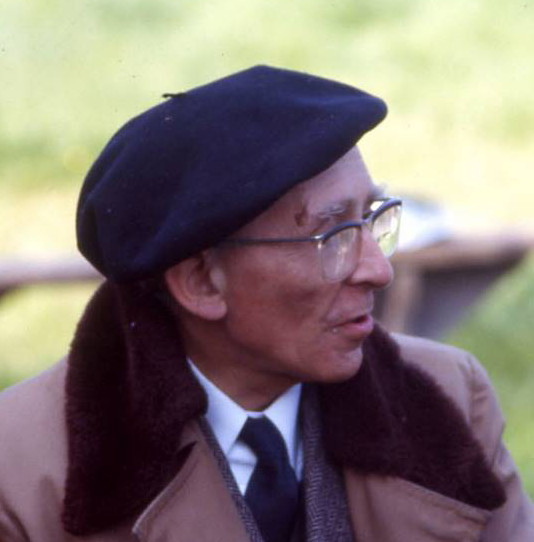
Henri Romagnesi

Henri Charles Louis Romagnesi (* 7. Februar 1912 in Paris; † 18. Januar 1999 in Draveil) war ein bedeutender französischer Mykologe. Ihm zu Ehren vergibt die Französische Mykologische Gesellschaft alljährlich den Romagnesi-Preis. Schwerpunkt seiner Forschungsarbeit war die Bearbeitung der Rötlinge (Entoloma) und Täublinge (Russula).
Sein botanisch-mykologisches Autorenkürzel lautet „Romagn.“.

## Leistungen
Bekannt wurde Romagnesi durch seine umfassende Monographie über die Blätterpilzgattung Entoloma oder Rhodophyllus, wie sie im frühen 20. Jahrhundert noch hieß.
Sein zweiter großer Forschungsschwerpunkt war die große Gattung der Täublinge. 1967 erschien seine bekannte Täublings-Monographie Les Russules d’Europe et d’Afrique du Nord, in der er nahezu alle damals bekannten europäischen Täublingsarten detailliert beschrieb. Mit seinem Werk revolutionierte er die damalige Russula-Systematik und schuf ein System, das noch heute die Grundlage aller modernen Täublings-Klassifikationssysteme ist. Viele Täublingsarten wurden in diesem Werk von ihm erstmals gültig beschrieben.
Ein weiteres wichtiges Werk war die Flore Analytique des Champignons Supérieurs, das er zusammen mit Robert Kühner herausgab. Lange Zeit war dieses Buch das bedeutendste mykologische Nachschlagewerk in französischer Sprache.

## Werke
- Henri Romagnesi (Hrsg.): Les Russules d’Europe et d’Afrique du Nord. Bordas, Paris 1967.
- Henri Romagnesi (Hrsg.): Exotic Mushrooms. Sterling Publishing Company, New York / London 1971, ISBN 978-0-8069-3916-2.
- Robert Kühner, Henri Romagnesi (Hrsg.): Flore analytique des champignons supérieurs (agarics, bolets, chanterelles) comprenant les espèces de l'Europe occidentale et centrale ainsi que la plupart de celles de l'Algérie et du Maroc. Masson, Paris 1953.